# زندان مرکزی اصفهان
زندان مرکزی اصفهان، با نام دیگر زندان دستگرد اصفهان، یکی از زندان‌های ایران است که در محله دستگرد اصفهان و در منطقه ۱۳ شهرداری اصفهان واقع شده‌است. ظرفیت این زندان حدود ۴ الی ۵ هزار زندانی می‌باشد، اما آمار کنونی زندان بیش از ۸ الی ۹ هزار زندانی تخمین زده می‌شود.
در زندان دستگرد اصفهان، ارگانها و نهادهای حکومتی همچون وزارت اطلاعات، سپاه پاسداران، بسیج و پلیس آگاهی فراجا دارای بازداشتگاه‌های مخصوص به خود هستند که از کنترل سازمان زندان‌ها نیز خارج است.

زندان اصفهان ۵ کارگاه صنعتی دارد.